# نیوتن، فنلاند
نیوتن (به انگلیسی: Newton) یک روستا و محله مدنی در بریتانیا است که در فنلند، کمبریج‌شر واقع شده‌است.